# Francesco Fontebasso

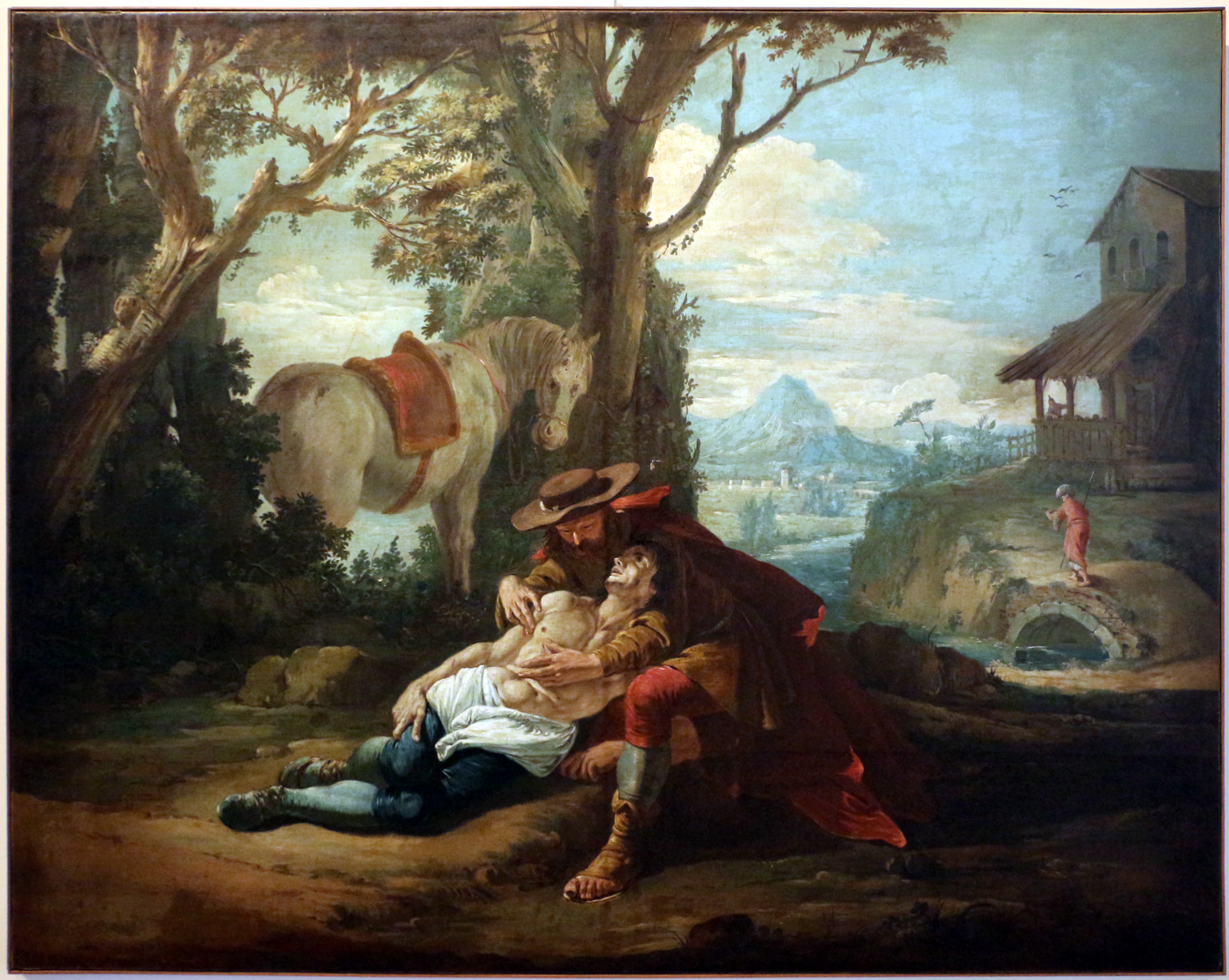
Francesco Fontebasso: Der gute Samariter, 1759–1760, (urspr. im Castello von Trient), Tridentinisches Diözesanmuseum, Trient

Francesco Fontebasso (* 4. Oktober 1707 in Venedig; † 31. Mai 1769 ebenda) war ein italienischer Maler und Freskant des venezianischen Rokoko.

## Leben
Er war das vierte von sieben Kindern von Domenico Fontebasso und dessen Frau Cattarina. Während in älteren Quellen 1709 als Geburtsjahr angegeben wurde, ist mittlerweile durch Auffindung seines Taufeintrags klar, dass er bereits zwei Jahre früher geboren wurde.
Fontebasso war zunächst Schüler von Sebastiano Ricci, der einen starken und dauerhaften Einfluss auf ihn ausübte. 1728 ging er nach Rom, wo er einen dritten Preis an der Accademia di San Luca gewann, mit den beiden Zeichnungen Das Gastmahl des Belsazar sowie Adam und Eva; diese sind zugleich seine ersten bekannten Arbeiten. Auf der Rückreise nach Venedig hielt er sich als Gast des Grafen Castelli eine Zeitlang in Bologna auf und konnte dort die bedeutende und reichhaltige lokale Malkultur kennenlernen.

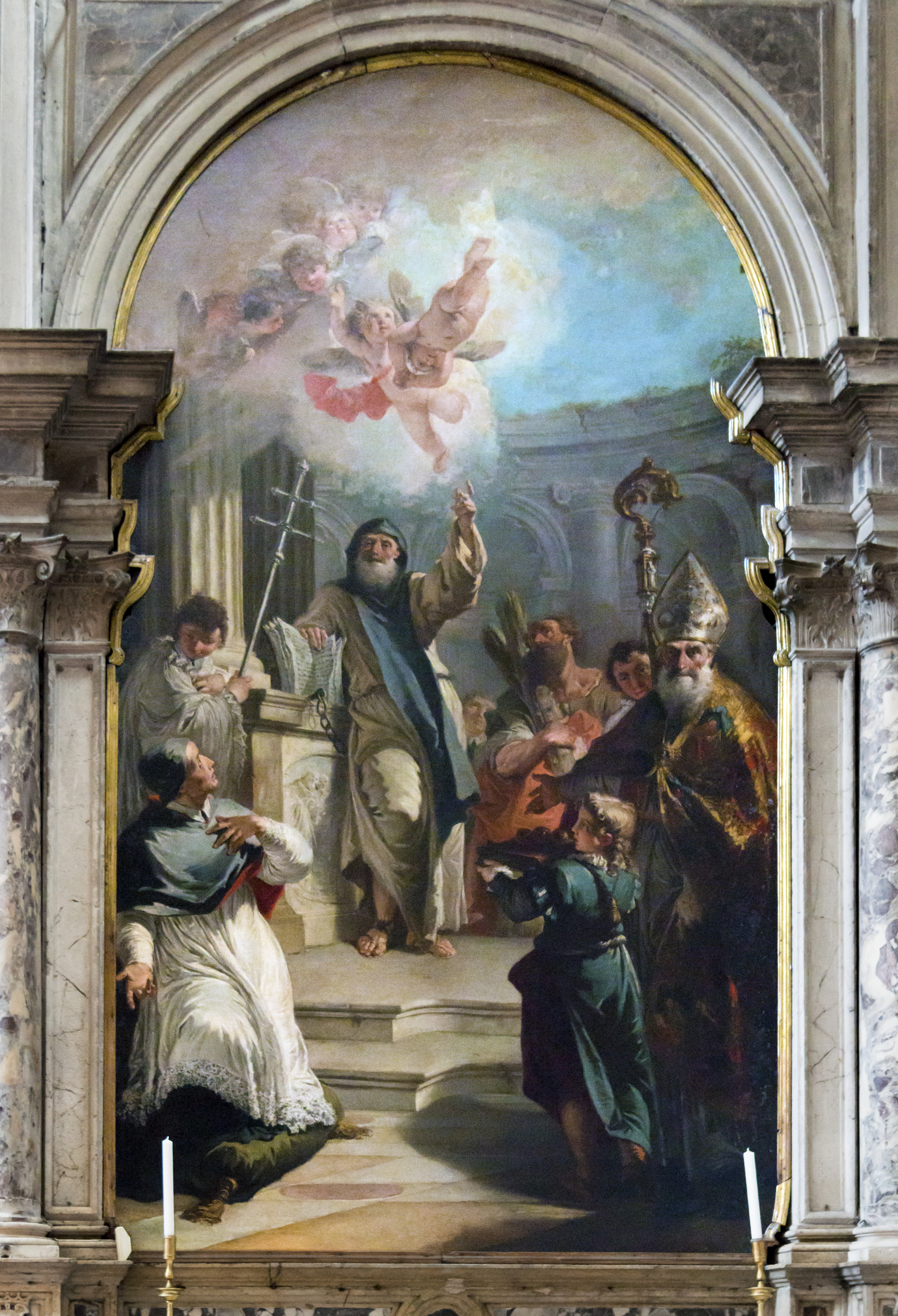
Der hl. Leonhard mit den Hl. Lorenzo Giustiniani, Andreas und Nikolaus, 1737, San Salvador, Venedig

Wieder zurück in Venedig geriet er nach allgemeiner Auffassung unter den Einfluss der Werke Giovanni Battista Tiepolos. Die ersten eindeutig dokumentierten Gemälde Fontebassos entstanden um 1730 oder in den darauffolgenden Jahren, als er unter anderem die Anbetung der Hirten für die Kirche San Martino in Burano schuf. 1732 schuf er zwei Grisaillen mit Szenen aus dem Leben von Adam und Eva für die Kapelle der Villa Manin bei Passariano.
Seinen ersten großen öffentlichen Auftrag in Venedig, die Deckenfresken in der Chiesa dei Gesuiti, erhielt er durch die Familie Manin. 1733 malte er für den in der Lagunenstadt lebenden Marschall von der Schulenburg zwei Gemälde Mucius Scaevola und die Zurückhaltung des Scipio, die nicht mehr erhalten sind.
Fontebasso war von 1734 bis 1768 Mitglied der venezianischen Malerzunft, der sogenannten fraglia, und er gab Zeichen- und Malunterricht in einer eigenen Schule.
Am 6. Januar 1736 heiratete er Angela Maria Belli, die ihm bis zu ihrem frühen Tode im Jahr 1743 fünf Kinder schenkte.
Bald war Fontebasso ein gefragter Künstler und schuf zahlreiche Dekorationen in Fresko und Öl für venezianische Kirchen und Paläste. Zu seinen besten Werken gehören die beiden 1737 entstandenen Altarbilder Die Heiligen Lorenzo Giustiniani und Leonardo in San Salvador (Abb. links) sowie Der hl. Ludwig mit anderen Heiligen für die Chiesa dell’Angelo Raffaele.
Für den venezianischen Adel schuf er allegorische, mythologische oder historische Malereien im Palazzo Duodo (ca. 1743) und im Palazzo Boldù (ca. 1744–1745), und wirkte neben Gaspare Diziani im Palazzo Bernardi bei Sant' Aponal (ca. 1743–1750) sowie im Palazzo Contarini bei San Benedetto (um 1748). Im Palazzo Barbarigo (bei Santa Maria Zobenigo) arbeitete er zur gleichen Zeit wie Tiepolo und Giambettino Cignaroli.

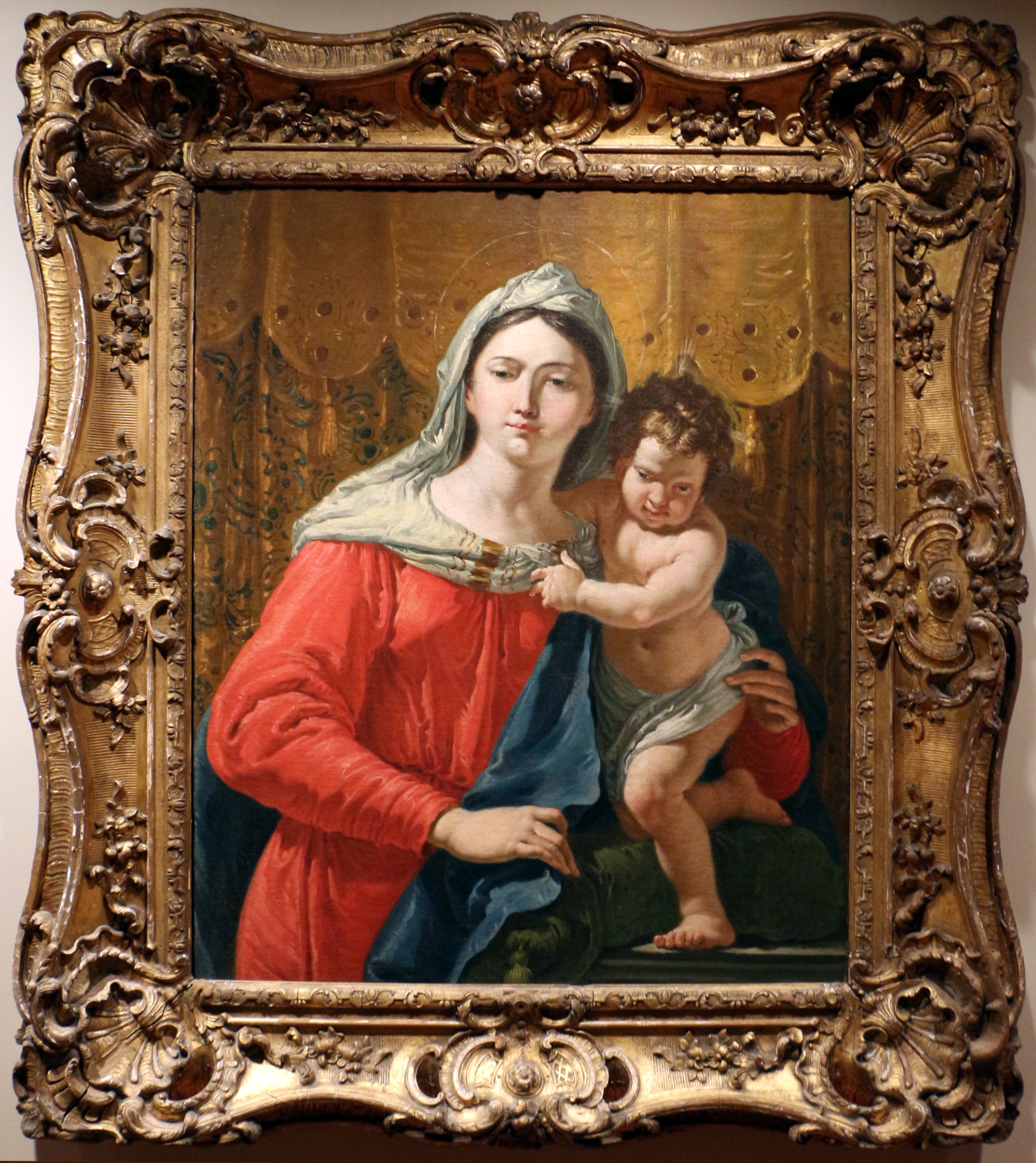
Madonna mit Kind, Museo del Settecento Veneziano (Ca' Rezzonico), Venedig

Er erhielt außerdem Aufträge aus Padua und Treviso. So schuf er unter anderem in der Villa Zenobio (heute: Dal Prà) bei Treviso mehrere Deckenfresken und andere Dekorationen (nach 1744), darunter je einen vierteiligen Zyklus von Ölgemälden aus der Mythologie und über das Leben Alexander des Großen, die heute auseinandergerissen und über diverse Museen verstreut sind.
In den 1750er Jahren war Fontebasso in Venedig so hoch angesehen, dass er die offiziellen Porträts der Dogen Alvise Pisani und Pietro Grimani für die Sala dello Scrutinio im Dogenpalast malen durfte. Außerdem sollte er Tintorettos gigantisches Paradies in der Sala del Maggior Consiglio restaurieren „ohne in irgendeinem Teil den Pinsel zu verwenden“, das heißt ohne die damals sonst üblichen Retuschen und Übermalungen. Mit dieser im Juli 1755 begonnenen Aufgabe war er jedoch anscheinend etwas überfordert, zumindest regnete es bald Kritik.
Am 13. Februar 1756 gehörte er zu einer Kommission von sieben Künstlern, die die Professoren der neugegründeten Akademie für schöne Künste von Venedig bestimmten.
Neben all den prestigeträchtigen großen Aufträgen malte Fontebasso auch Genreszenen, die seinem Talent besonders entgegenkamen, darunter das wunderbare Mädchen beim Breiessen in Stockholm (Nationalmuseum).

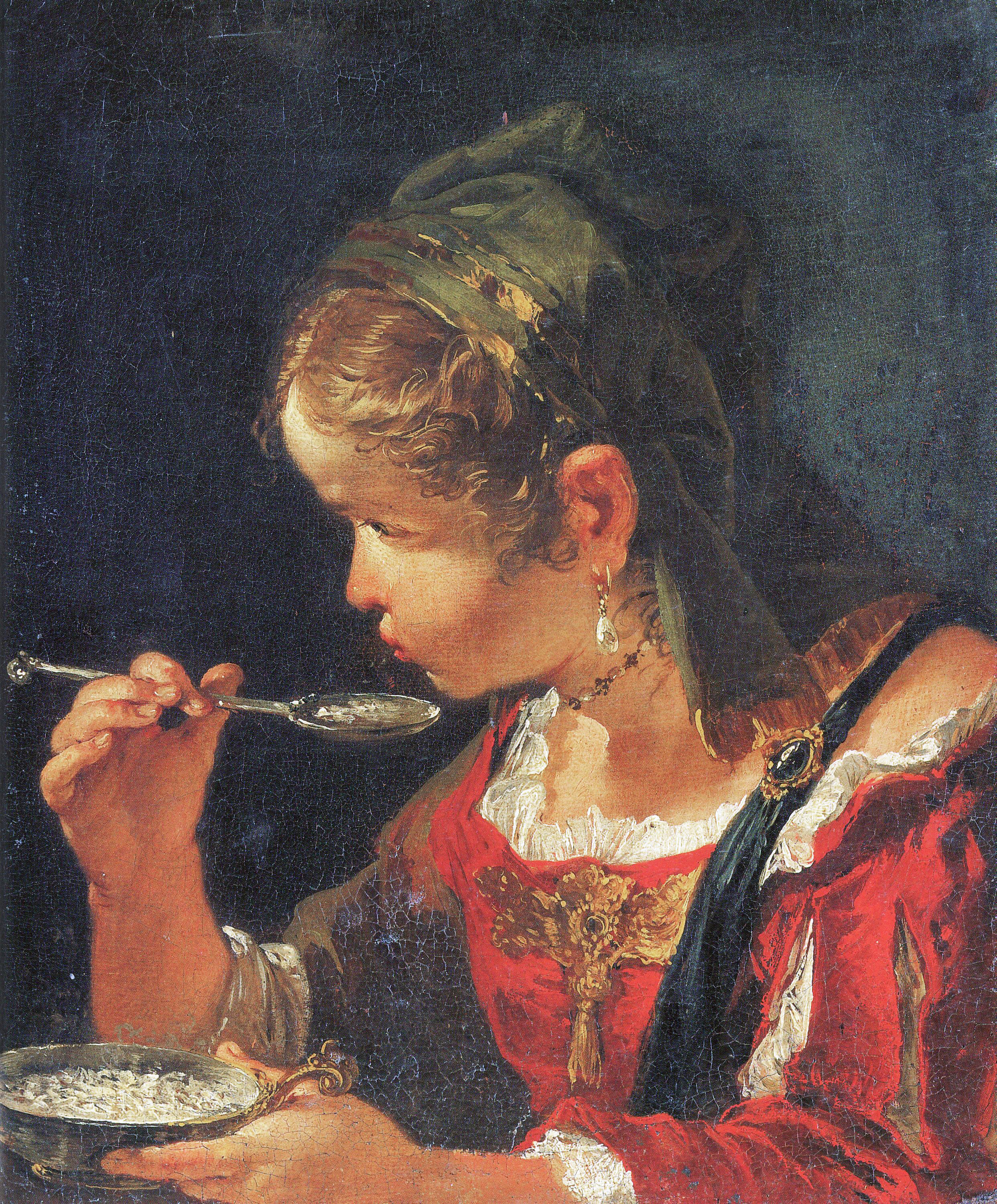
Mädchen beim Breiessen, Nationalmuseum, Stockholm

Einen bedeutenden Auftrag erhielt er 1759 vom Bischof von Trient, Felice Alberti d'Enno, der bei Fontebasso 12 Ölgemälde mit dem Leben des Moses und 7 alttestamentarische Szenen für seine Residenz im Castello del Buonconsiglio in Auftrag gab. Abgesehen von den vier Szenen Aron vor dem Pharao, das Mannawunder, das Opfer des Isaak und das Goldene Kalb, die sich heute noch vor Ort befinden, wurden auch diese Zyklen später auseinandergerissen und in aller Herren Winde zerstreut; einige sind in der Villa Margone bei Trient, andere im Museo diocesano von Trient, drei Bilder wurden Opfer eines Diebstahls. Ebenfalls für den Bischof von Trient malte er den Guten Samariter (Abb. ganz oben) und die Flucht aus Ägypten (Abb. rechts unten) die sich ebenfalls im Museo diocesano in Trient befinden. Bei der genannten Flucht stellte er die heilige Familie ungewöhnlicherweise in einem Boot auf dem Wasser dar.
1760 malte er zusammen mit seinem Sohn Domenico das Fresko Die Glorie des Paradieses in der Kathedrale Santa Maria in Colle von Montebelluna.
Im Jahre 1761 folgte Fontebasso einem Ruf an den Zarenhof nach Sankt Petersburg und schuf dort bis Sommer 1762 Deckengemälde und andere Dekorationen für den Winterpalast und die dazugehörige Schlosskapelle. Ein beträchtlicher Teil dieser Werke, insbesondere das Deckengemälde mit der Auferstehung Christi in der Kirche, wurde 1837 bei einem Brand zerstört, Fontebassos Deckengemälde im Treppenhaus später komplett übermalt. Bevor er nach Venedig zurückkehrte malte er noch eine Allegorie der Krönung von Katharina II. („der Großen“), die am 28. Juni 1762 den Thron bestieg.

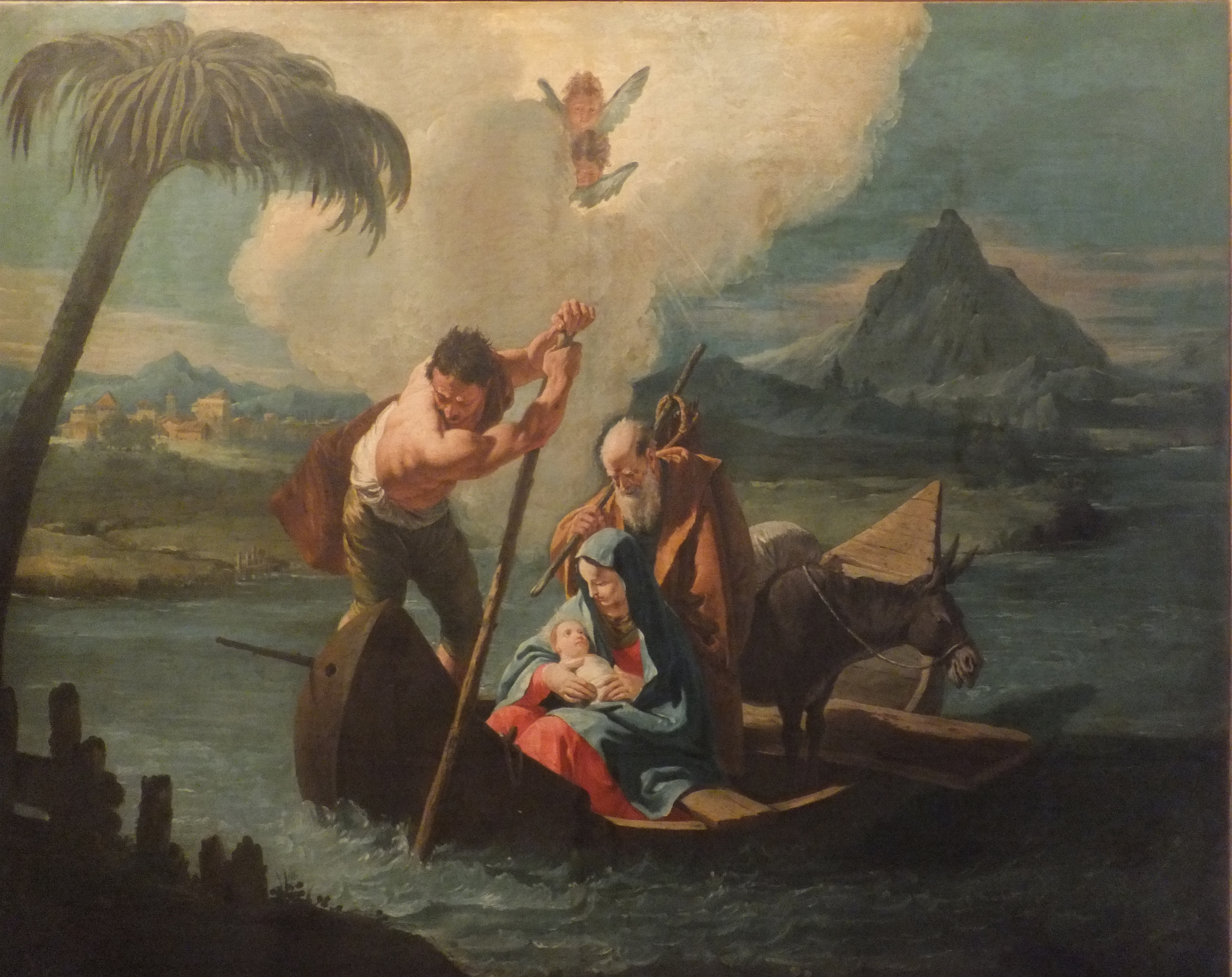
Flucht nach Ägypten, 1759–1760, (früher im Castello von Trient), Tridentinisches Diözesanmuseum, Trient

Zurück in Italien erfüllte er zwischen 1763 und 1768 noch eine ganze Reihe von Aufträgen, nicht nur in Venedig. Beispielsweise malte er für den Dom von Tolmezzo zwischen 1762 und 1764 eine Madonna mit Kind und den Hl. Martin und Carlo Borromeo, und in Brescia schuf er während seiner letzten Jahre die Fresken im Oratorio di San Carlino und 1767 Dekorationen im Palazzo Salvadego Martinengo (Brescia).
In Venedig selbst schmückte er unter anderem 1765 eine Kapelle in der Kirche San Francesco della Vigna mit Episoden aus dem Leben des hl. Pietro d'Alcantara.
Daneben lehrte er an der venezianischen Akademie, zu deren Präsident er 1768 gewählt wurde. Antonio Zucchi war sein Schüler.
In seinem Spätwerk war er, wie viele seiner Kollegen, verstärkt auf die Mitwirkung seiner Werkstatt bzw. seines Sohnes Domenico angewiesen. Seinen letzten Auftrag für eine Darstellung der Visitation für die Kirche der Philippiner in Chioggia erhielt er nur wenige Monate vor seinem Tode.
Francesco Fontebasso starb in Venedig am 31. Mai 1769.
Die Berliner Gemäldegalerie fand das zerstört geglaubte Bild Der heilige Franziskus von Paula in deutschem Privatbesitz wieder.

## Stil und Würdigung

Die Familie des Darius vor Alexander, 1750, Öl auf Leinwand, 127,3 × 165,4 cm, Dallas Museum of Art

Francesco Fontebasso war einer der originellsten Vertreter des venezianischen Rokoko. Sein Stil wurde besonders im malerischen Umgang mit der Farbe stark von Sebastiano Ricci beeinflusst, während der in der Literatur oft beschworene Einfluss Tiepolos im Ganzen weniger ausgeprägt ist. Fontebassos Kolorit ist zunächst kräftig, bunt und farbenprächtig, wird aber später (etwa nach 1750) etwas milder und zarter. Typisch ist ein leicht märchenhafter und dabei etwas rustikaler und herzlicher Tonfall, der nicht zuletzt durch eine schnelle und eher pastose Pinselführung mit deutlich sichtbaren Pinselstrichen zustande kommt. Es geht ihm weniger um rokokohafte Anmut und Grazie als seinen venezianischen Zeitgenossen Pittoni, Amigoni oder Crosato, auch wirken beispielsweise seine Madonnen weniger aristokratisch und distanziert als die von Tiepolo, stattdessen strahlen Fontebassos Figuren oft etwas Volkstümliches und Liebevolles aus. Diese Kombination einer herzlichen Menschlichkeit mit dem beschriebenen speziellen Kolorismus erinnert etwas an die Kunst von Bernardo Strozzi, dessen venezianische Werke Fontebasso wahrscheinlich kannte. Sein spezieller Stil und seine Einfühlungsgabe kommen besonders gut in Genreszenen, aber auch in religiösen Bildern für die private Andacht oder in ähnlichen Themen wie der „Geburt Jesu“ zur Geltung. Seine Fresken und profanen Historienbilder wirken dagegen oft auf eine opernhafte Weise inszeniert.
Ohne seinen liebevollen und etwas populären Ton aufzugeben, entwickelte sich Fontebassos Malerei später in eine feinere Richtung, mit einem etwas glatteren Farbauftrag und chromatisch abgestuften, zurückhaltenderen, helleren Kolorit, auch wirken die Kompositionen nun etwas einfacher und schlichter, wie man dies sehr gut an seinen 1759–1760 gemalten biblischen Szenen für Trient sehen kann (siehe Abb. ganz oben und in Galerie). Im absoluten Spätwerk der letzten Lebensjahre nimmt er schließlich einen kühleren, glatten Ton an, der sicher vom aufkommenden Klassizismus inspiriert ist, aber beinahe im Widerspruch zu seiner früheren Art steht: Daher sprechen manche Autoren sogar von einer Art Müdigkeit oder Mangel an Inspiration, die dem starken Einfluss der Werkstatt und seines Sohnes Domenico zugeschrieben werden.

## Bildergalerie

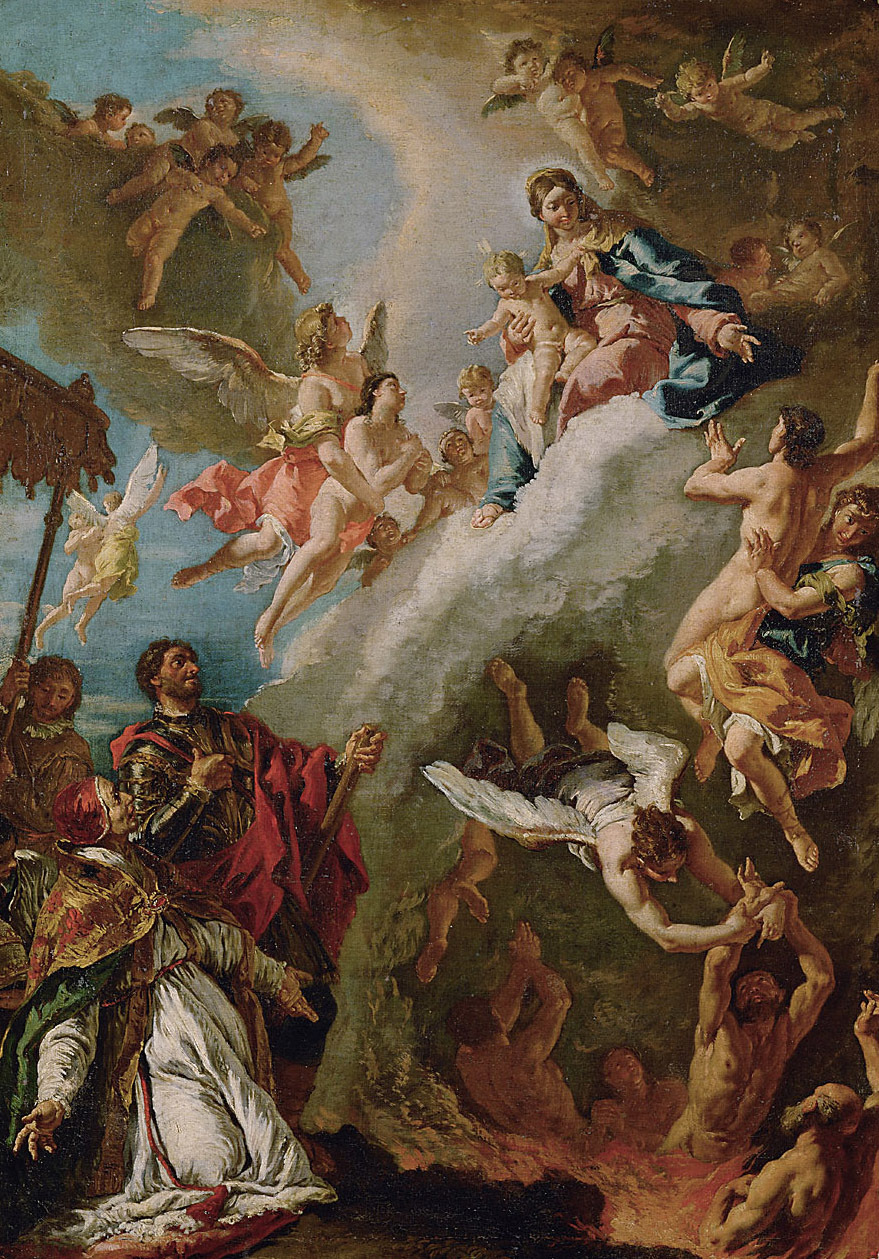
Papst Gregor I. und der hl. Vitalis bitten die Madonna für die Seelen im Fegefeuer, ca. 1730–1731, Öl auf Leinwand, 94 × 66 cm, Kunsthistorisches Museum, Wien
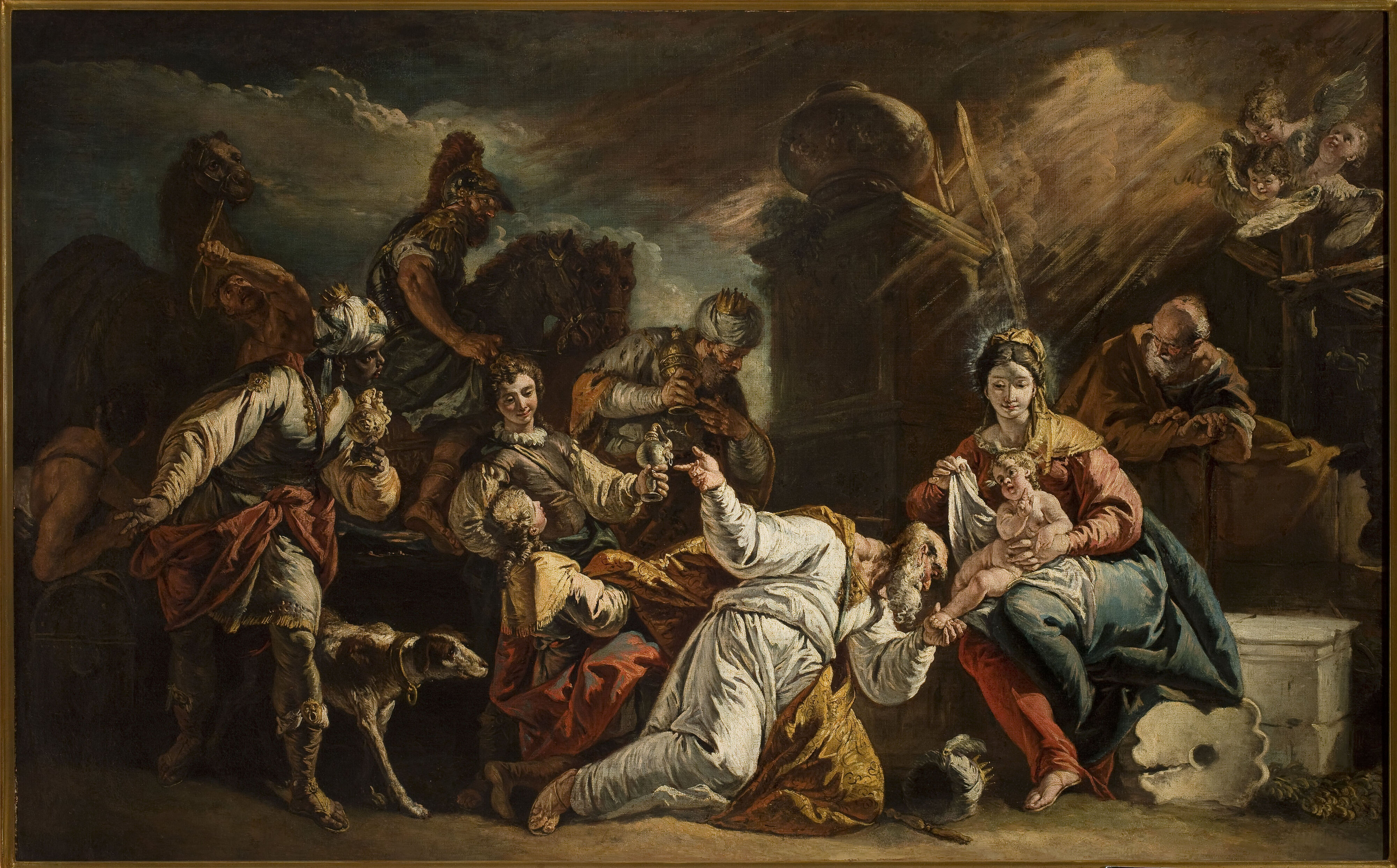
Anbetung der Könige, Öl auf Leinwand, 107,0 × 173,5 cm, Nationalmuseum, Warschau
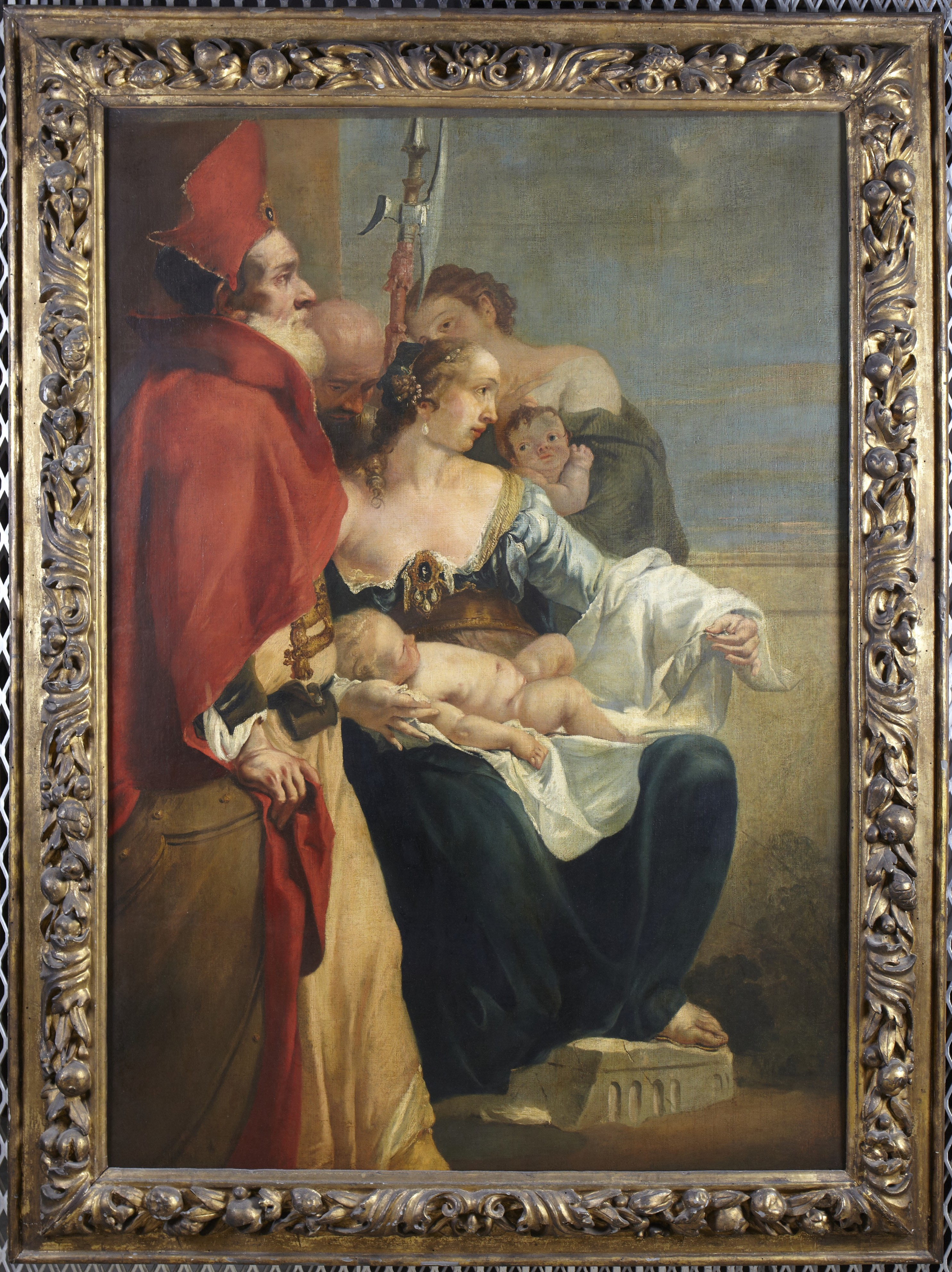
Joasch und Joscheba, Öl auf Leinwand, 160,5 × 112,5 cm, Princeton University Art Museum
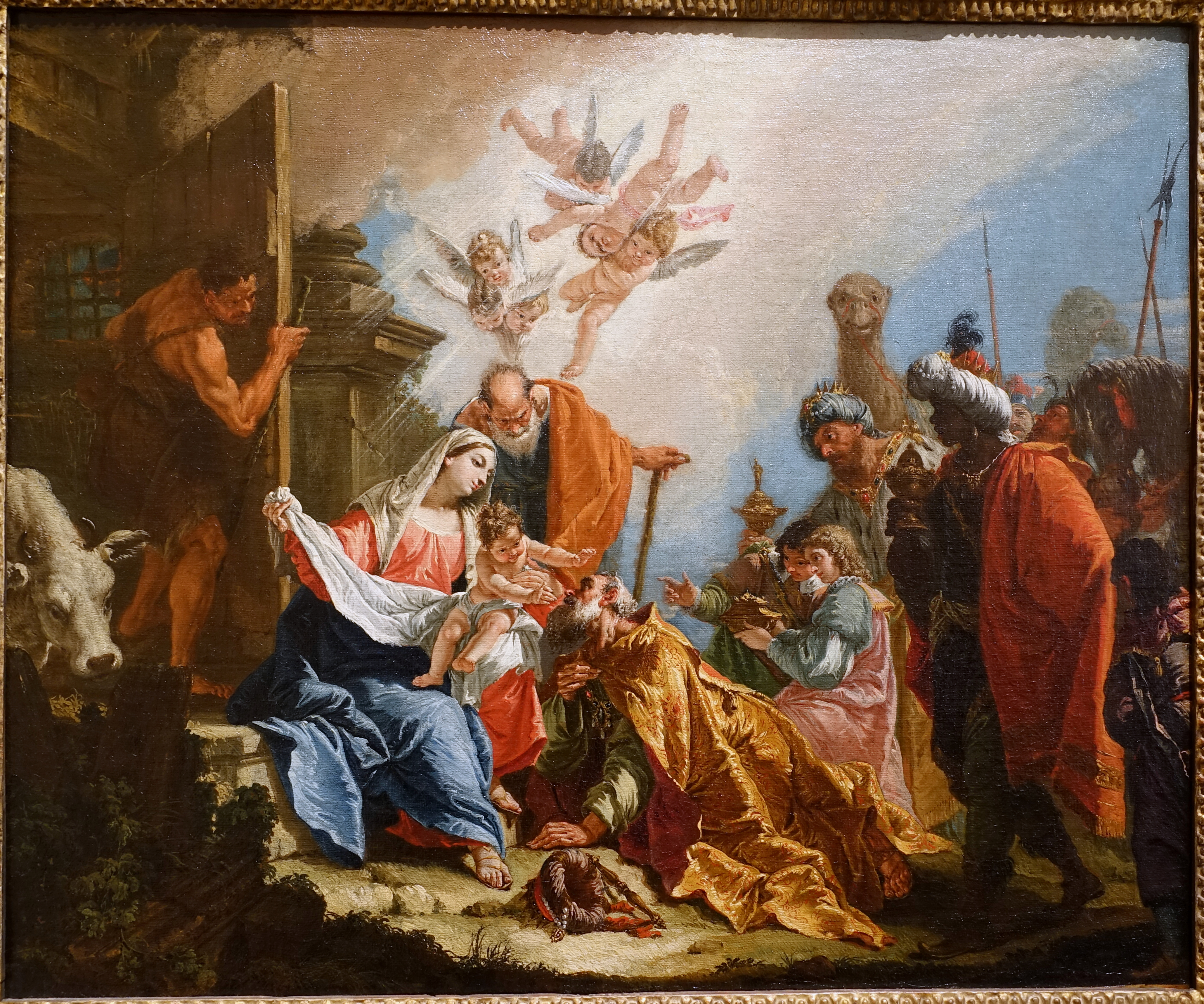
Anbetung der Könige, 1740er Jahre, Öl auf Leinwand, Blanton Museum of Art, Austin (Texas)
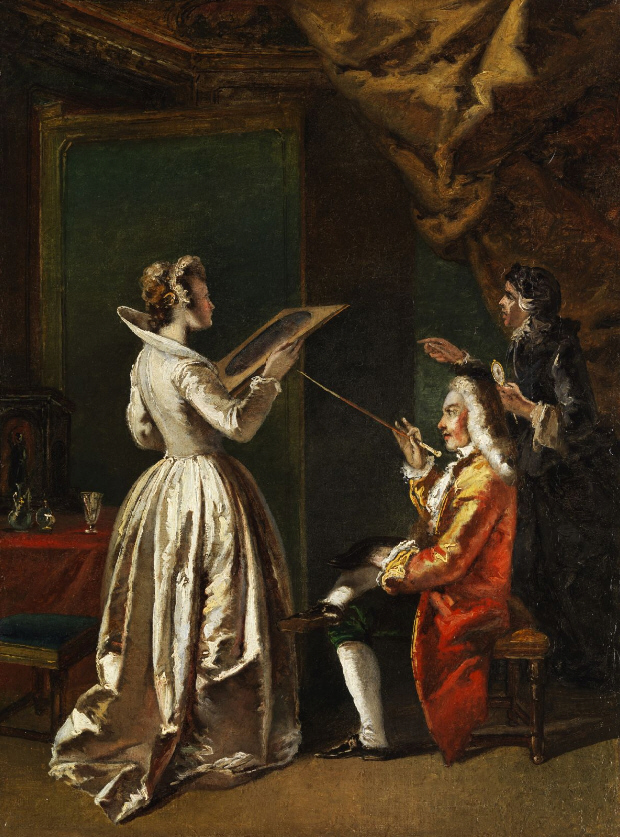
Francesco Fontebasso zugeschrieben: Junge Dame in Betrachtung eines Bildes im Passepartout, Öl auf Leinwand, 50,5 × 37,5 cm, Privatsammlung (?)
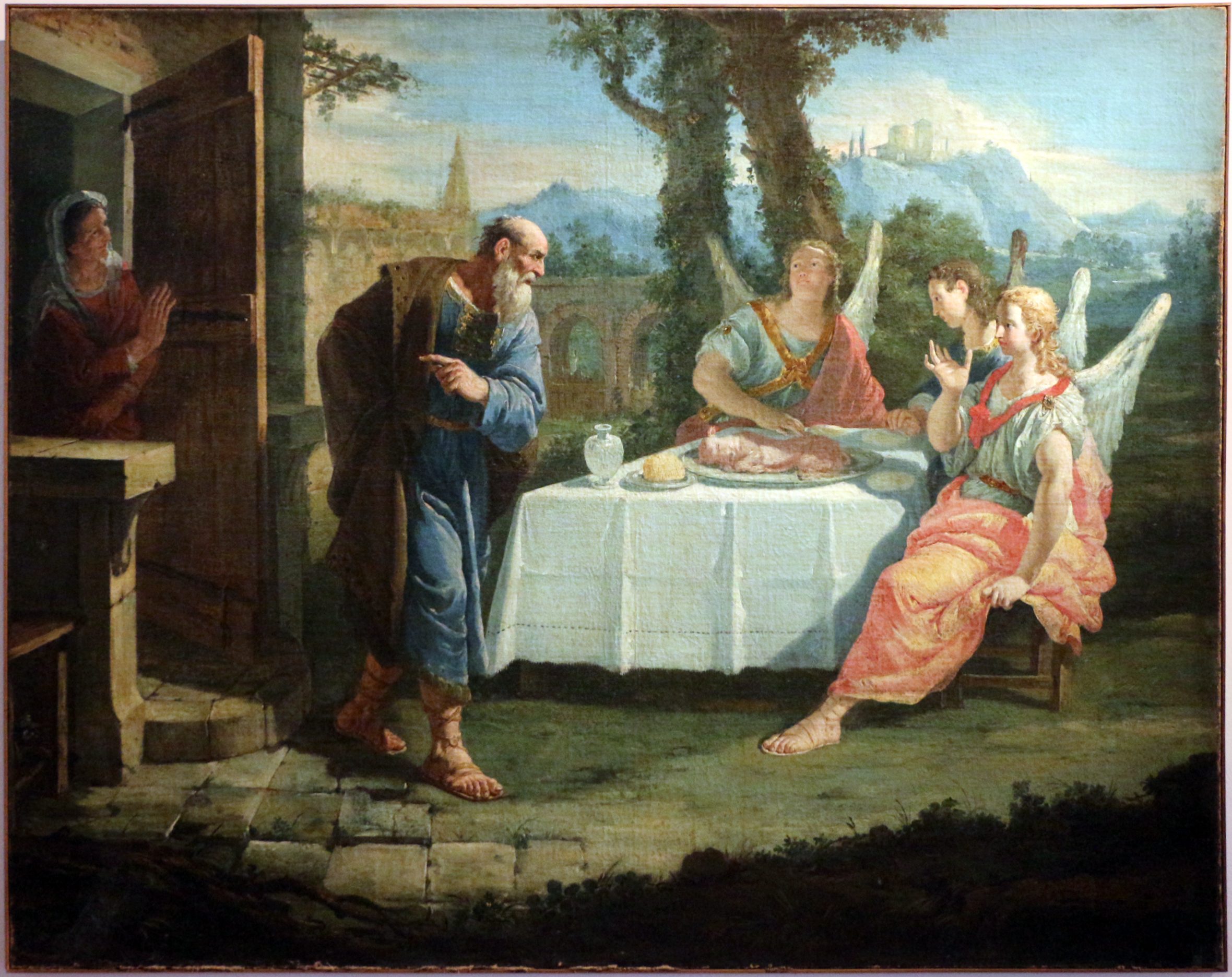
Abraham und die drei Engel, 1759–1760, (früher im Castello von Trient), Tridentinisches Diözesanmuseum, Trient
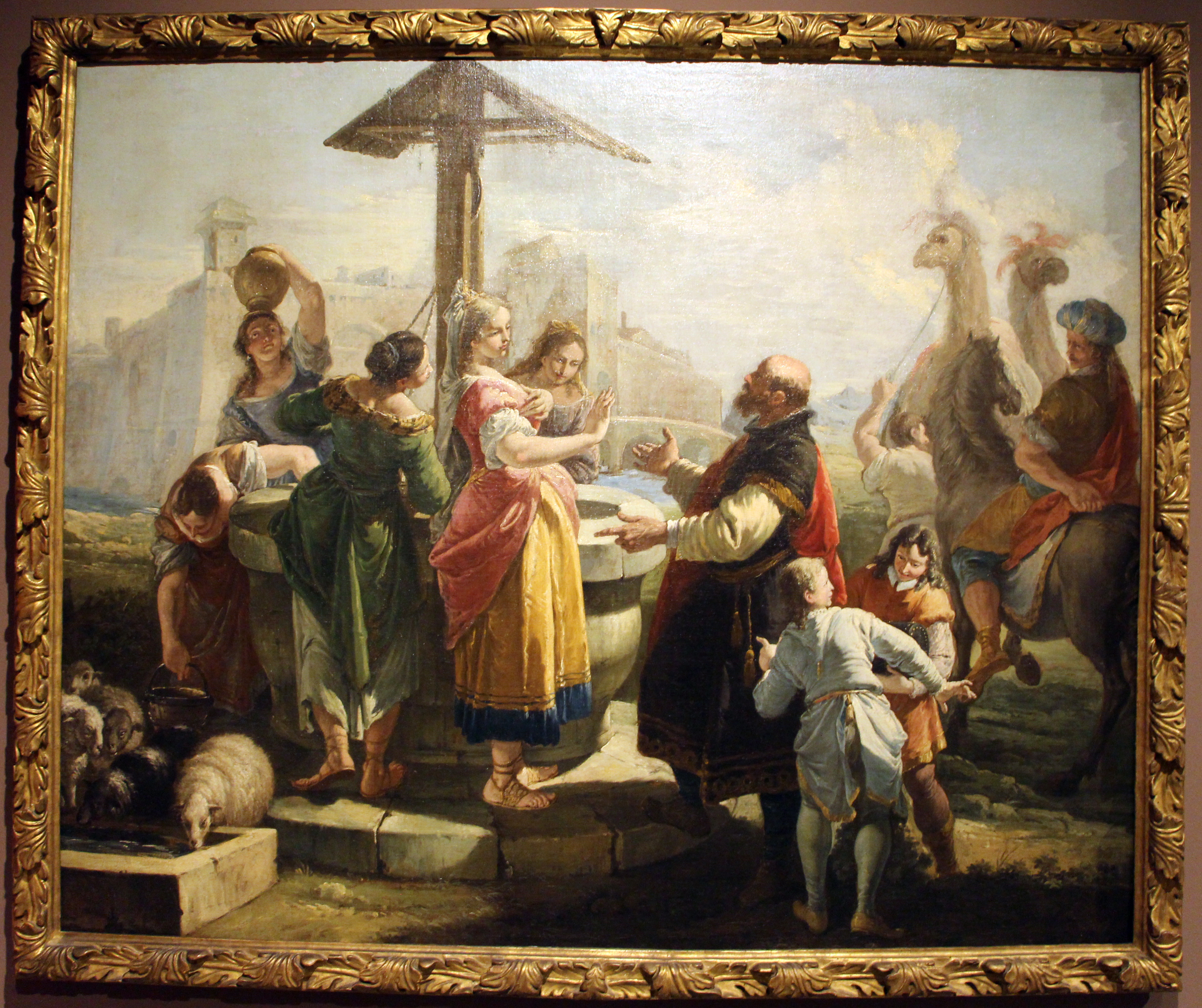
Rebecca und Eliezer am Brunnen, 1759–1760, Museo civico, Prato

## Werke (Auswahl)

### Fresken und große Dekorationen

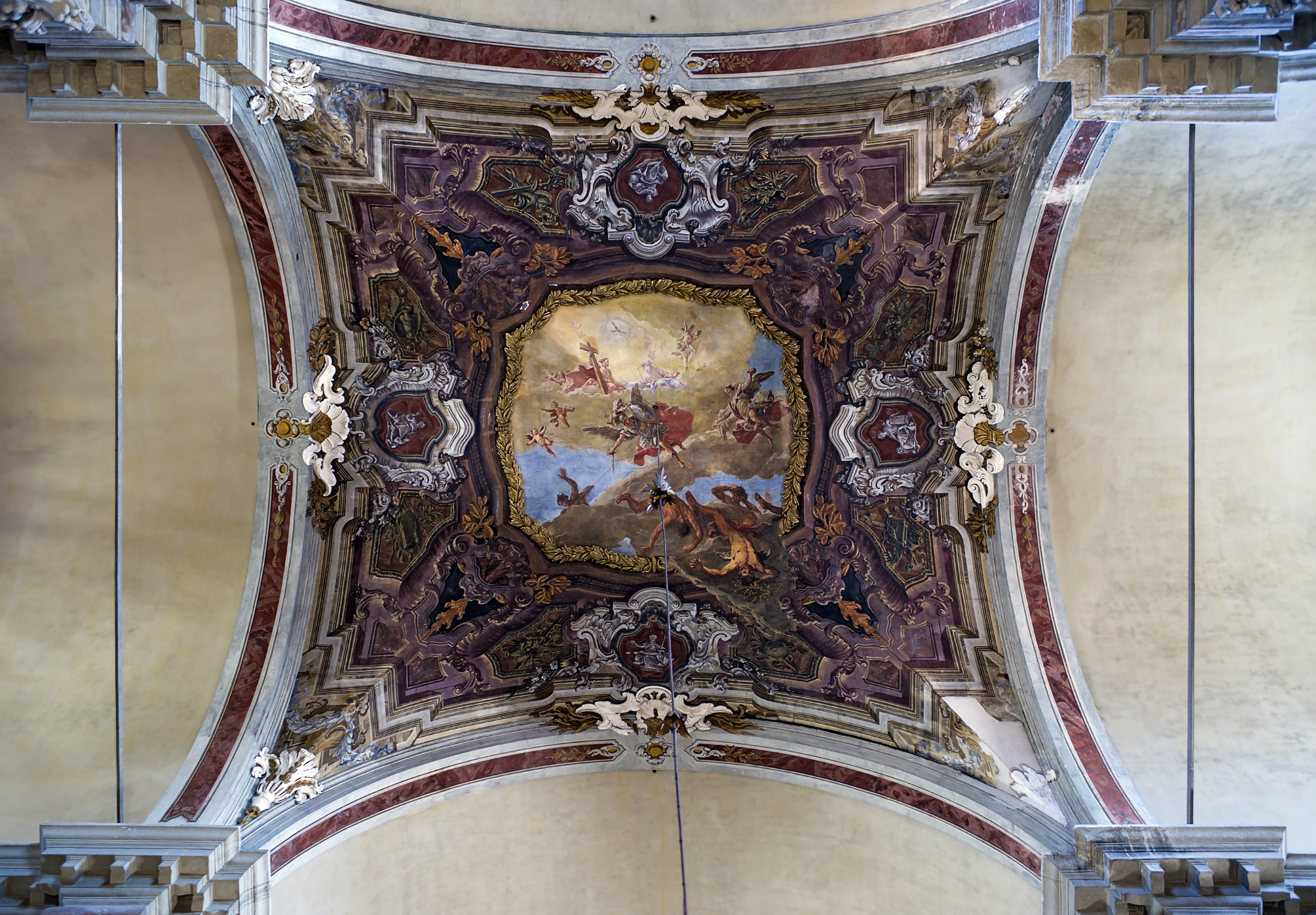
Deckenfresko in der Chiesa dell'Angelo Raffaele, Venedig

- Deckenfresken: Die Engel erscheinen vor Abraham und Aufstieg des Elias in den Himmel, Beginn der 1730er Jahre, Chiesa dei Gesuiti, Venedig
- Apsisfresko: Vertreibung der gefallenen Engel, 1736, Santissima Annunziata, Trient
- Dekorationen (unter anderem: Die Götter des Olymp und Bacchus und Ariadne), 1743, Ca' Duodo, Venedig
- Deckengemälde Triumph der Venezia, ca. 1744–1745, Palazzo Barbarigo (bei Santa Maria Zobenigo), Venedig
- Malerische Dekoration, um 1744–1745, Ca' Boldù (bei San Felice), Venedig
- Dekoration in Fresko und Öl mit mythologischen und historischen Szenen, Palazzo Contarini (bei S. Beneto), Venedig
- Deckengemälde Opfer der Iphigenie, 2 Ölbilder Die Zurückhaltung des Scipio und Antiochus und Stratonike, sowie vier mythologische Szenen in Grisaille, urspr. für die Ca' Bernardi (heute: Bollani) bei S. Aponal, Venedig, um 1750, heute: Szépművészeti Múzeum, Budapest (zusammen mit Gaspare Diziani)
- Deckengemälde: Glorie des hl. Rochus, 1750, Sakristei von San Rocco, Venedig
- Deckenfresken: Bankett der Zenobia, die Zurückhaltung des Scipio und Triumph des Aurelianus, ca. 1744–1767, Villa Zenobio (heute: Dal Prà), bei Treviso
- 12 Ölgemälde mit dem Leben des Moses und 7 alttestamentarische Szenen, 1759, für das Castello del Buonconsiglio, Trient. Davon:
  - Aron vor dem Pharao, das Mannawunder, das Opfer des Isaak und das Goldene Kalb, Castello del Buonconsiglio, Trient
  - 3 Szenen in der Villa Margone, bei Trient
  - 3 Szenen (früher in der Gemeindekirche (Parrocchiale) von Povo), heute: Museo diocesano, Trient
- Deckengemälde: Glorie des Paradieses, 1760, Chiesa prepositurale, Montebelluna (zusammen mit Domenico Fontebasso)
- 12 Supraporten, 1762, Winterpalast, Sankt Petersburg
- Allegorische und Mythologische Deckenfresken, um 1765, Palazzo Diedo, Venedig
- Zyklus aus dem Leben des hl. Pietro d'Alcantara, 1765, San Francesco della Vigna, Venedig
- Fresken, 1763–1768, Oratorio di San Carlino, Brescia
- Freskendekor (u. a. Alexander und Rossane), 1767, Palazzo Salvadego Martinengo, Brescia (zusammen mit Domenico Fontebasso und anderen Mitarbeitern)

### Einzelne Gemälde in Öl
- Anbetung der Hirten, ca. 1730, Kirche San Martino, Burano
- Altarbild: Der hl. Ludwig und andere Heilige, 1737, Chiesa dell’Angelo Raffaele, Venedig
- Altarbild: Die Hl. Lorenzo Giustiniani und Leonardo, ca. 1737, San Salvador, Venedig
- Begegnung des Coriolan, 1745, (urspr. für den Palazzo Pola, Treviso), heute: Privatsammlung
- Die Zurückhaltung des Scipio, 1745, (urspr. für den Palazzo Pola, Treviso), heute: Privatsammlung
- Die Jungfrau Maria erscheint dem hl. Hieronymus, 1740–1750, Louvre, Paris
- 2 Gemälde mit dem Martyrium der hl. Margarethe, um 1750, Kirche Santa Margherita, Padua
- Junge Dame, die sich aufwärmt, Privatsammlung
- Die Geometriestunde, Musée des Beaux-Arts, Tours
- Mädchen beim Breiessen, Schwedisches Nationalmuseum, Stockholm
- Porträts der Dogen Alvise Pisani und Pietro Grimani, 1750er Jahre, für die Sala dello Scrutinio im Dogenpalast, Venedig
- zwei Kreuzwegstationen, 1755, Santa Maria del Giglio, Venedig
- Der guter Samariter und Flucht aus Ägypten, ca. 1759, Museo diocesano, Trient
- Porträt des Augenarztes F. Tadini (1761), St. Petersburg
- Madonna mit Kind und den Hl. Martin und Carlo Borromeo, 1762–1764, Dom von Tolmezzo
- Anbetung der Könige und Flucht der Israeliten durchs Rote Meer, ca. 1765–1769, Castello Sforzesco, Mailand
- Visitation, 1769, Chiesa dei filippini, Chioggia (wahrscheinlich mit Werkstatt)